# ネーデルラント・フィルハーモニー管弦楽団
ネーデルラント・フィルハーモニー管弦楽団またはオランダ・フィルハーモニー管弦楽団（オランダ語: Nederlands Philharmonisch Orkest）は、オランダ・アムステルダムを本拠地とするオーケストラである。オランダ国内のオーケストラが交替でピットに入る「ネーデルラント・オペラ」（オランダ語: De Nederlandse Opera）で最も多く演奏を担当しているオーケストラでもある。

## 沿革
1985年に「アムステルダム・フィルハーモニー管弦楽団」（オランダ語: Amsterdams Philharmonisch Orkest）、「ユトレヒト交響楽団」（オランダ語: Utrechts Symfonie Orkest）、「ネーデルラント室内管弦楽団」（オランダ室内管弦楽団）が合併して発足した。合併後もネーデルラント室内管弦楽団は同名称で引き続き独立した活動をしている。
前身の1つのアムステルダム・フィルハーモニー管弦楽団は1953年にヤン・フックリーデによって創立。歴代の首席指揮者としてアントン・ケルシェスがおり、日本からは小林研一郎が客演していた。
もう1つの前身にあたるユトレヒト交響楽団は1894年にアムステルダム近郊の都市ユトレヒトで設立。歴代の指揮者にはウィレム・ヴァン・オッテルロー、ユベール・スダーンらがいる。
ネーテルラント・フィルハーモニー管弦楽団発足後の初代首席指揮者はハルトムート・ヘンヒェン（ネーデルラント室内管弦楽団と兼任）。2021年からロレンツォ・ヴィオッティ（指揮者マルチェロ・ヴィオッティの息子）が首席指揮者を務める。

## 歴代首席指揮者
- ハルトムート・ヘンヒェン (1985年–2002年)
- ヤコフ・クライツベルク（2003年–2011年）
- マルク・アルブレヒト（2011年–2020年）
- ロレンツォ・ヴィオッティ（英語版）（2021年– 2025年）